# Desulforudis audaxviator
Espèce
Desulforudis audaxviator est une bactérie sulfato-réductrice monotypique à Gram positif résidant dans les eaux souterraines à une profondeur de 1 500  à   3 000 m.
Strictement anaérobie et extrêmophile, c'est la seule bactérie trouvée dans les échantillons d'eau remontés de la mine d'or de Mponeng, dans la province du Nord-Ouest, en Afrique du Sud, et la seule espèce connue à tirer son énergie de la radioactivité de l'uranium du sous-sol. Pour cette raison elle est devenue une espèce modèle pour « l'étude de la façon dont la vie pourrait survivre dans des environnements apparemment inhabitables ailleurs dans le cosmos ».

## Description
En forme de bâtonnet et longue d'environ 4 μm, elle se développe dans des anfractuosités de la roche, elle tire indirectement son énergie des produits de désintégration radioactive des minéraux environnants.
Ceci en fait l'une des rares espèces connues qui ne dépend pas directement ou indirectement de la lumière du Soleil pour son développement — l'écosystème des sources hydrothermales océaniques utilise l'oxygène O2 dissous dans l'eau de mer, lequel provient de la photosynthèse par le phytoplancton ; c'est aussi l'unique espèce connue pour être seule dans son écosystème.
Plus précisément, la désintégration radioactive de l'uranium, du thorium et du potassium dissocie l'eau en hydrogène H2 et oxygène O2. L'oxygène est toxique pour D. audaxviator mais l'hydrogène permet à cet organisme de réduire le soufre en sulfure d'hydrogène H2S afin de produire son énergie métabolique.

## Histoire de la découverte de cette bactérie
C'est en analysant le matériel génétique présent dans les eaux souterraines remontées de cette mine sud-africaine que cette bactérie a été identifiée.

## Génome
Son génome inhabituellement grand contient 2 157 gènes, contre environ 1 500 habituellement pour ce type d'organisme.
Parmi ces gènes, certains codent des enzymes réalisant la fixation du carbone à partir du dioxyde de carbone CO2 ainsi que la fixation de l'azote. Il est possible que ce génome ait grossi par transfert horizontal de gènes en provenance d'archées.

## Habitat extrême
Cette bactérie extrêmophile est non seulement lithophile — du fait de son biotope minéral — mais également thermophile et alcalophile, car elle se développe dans une eau atteignant 60 °C, à un pH de 9,3.
Elle est capable de former un cyste pour résister aux conditions telles qu'une température, un pH ou une déshydratation incompatibles avec sa propre survie. Une partie de l'énergie qu'elle tire indirectement de l'uranium radioactif lui sert à réparer les dommages causés par le rayonnement et entretient le système physicochimique lui permettant de se nourrir.

## Espèce modèle
D. audaxviator est un modèle biologique intéressant pour étudier les possibilités d'une vie extraterrestre dans un environnement exclusivement minéral indépendant de la lumière du Soleil, fournissant le cas d'un génome unique disposant de tout le matériel pour assurer sa survie en l'absence de toute autre espèce vivante. Cette bactérie ouvre également une fenêtre sur les formes de vie primitives de notre propre planète.
En 2016, des scientifiques ont prédit que d'autres formes de vie, ailleurs dans l'univers pourraient également "bénéficier" de rayons cosmiques, tout particulièrement des radiations venant de l'espace, mais ces-dernières, parce que bien moins énergétiques que le rayonnement solaire ne pourraient permettre que des formes de vies assez pauvres (comme D. audaxviator), à condition que les planètes en question ne soient pas protégées comme l'est la Terre par une atmosphère dense et épaisse, et/ou par un puisant champ magnétique et que le sol contienne un peu d'eau et les minéraux nécessaires. Mars ou la lune ou de très nombreuses autres planètes dans l'univers reçoivent assez de rayonnements venus de l'espace profond pour permettre à des bactéries telles que D. audaxviator de survivre.
Paradoxalement ceux qui cherchent des exoplanètes potentiellement porteuses de vie cherchent des planètes semblables à la Terre avec une atmosphère épaisse. Ce type de vie serait à rechercher, au contraire sur des planètes à atmosphère fine et recevant un flux raisonnable de rayons cosmiques (au-delà, même des bactéries extrêmophiles ne seraient plus capables de s'autoréparer).

## Dénomination
Le nom de cette bactérie a été donné en référence au message runique décrypté par le prof. Otto Lindenbrok dans le roman Voyage au centre de la Terre de Jules Verne, dont la transcription latine était : 
« In Sneffels Ioculis craterem, quem delibat umbra Scartaris, Julii intra calendas descende, audax viator, et terrestre centrum attinges. »
 qu'on traduit généralement par : 

« Descends dans le cratère du Yocul de Sneffels que l'ombre de Scartaris vient caresser avant les calendes de juillet, voyageur audacieux, et tu parviendras au centre de la Terre. »